# Begoña Narváez
Begoña Narváez  (Guadalajara, Jalisco, Mexikó, 1987. július 11. –) mexikói színésznő, modell.

## Élete és pályafutása
1987. július 11-én született Guadalajarában. 
Karrierjét 2006-ban kezdte a Código postal című sorozatban. 2007-ben a Muchachitas como túban Isabel Flores Santos szerepét játszotta. 2012-ben a Telemundóhoz szerződött, ahol megkapta Bárbara Montenegro szerepét a Rosa Diamante című telenovellában. Jelenleg Mauricio Ochmann barátnője, akit a Rosa Diamante forgatásán ismert meg.

## Filmográfia

### Telenovellák
| Év        | Eredeti Cím                       | Cím | Szerep                       | TV stúdió       |
| --------- | --------------------------------- | --- | ---------------------------- | --------------- |
| 2006–2007 | Código postal                     |     | Amy                          | Televisa        |
| 2007      | Muchachitas como tú               |     | Isabel Flores Santos         | Televisa        |
| 2010      | Zacatillo, un lugar en tu corazón |     | Marissa                      | Televisa        |
| 2012–2013 | Rosa Diamante                     |     | Bárbara Montenegro Arismendi | Telemundo-Argos |
| 2014      | La Impostora                      |     | Mariana Serrano              | Telemundo-Argos |
| 2017      | La fan                            |     | Jessica                      | Telemundo       |